# Édouard Brasey
Pour les articles homonymes, voir Brasey.
Œuvres principales
- Le Dernier Pape et la Prophétie de Pierre
- La Ferme aux maléfices
- Le Domaine des oliviers
- Les Fils du patriarche
- Les Lavandières de Brocéliande
- La Petite Encyclopédie du merveilleux
- La Malédiction de l'anneau

Édouard Brasey est un romancier, essayiste, scénariste et conteur français né le 25 mars 1954 à Marseille.
Après une dizaine d'années de journalisme d'investigation, notamment à Lire et L'Expansion, il se consacre à l’écriture en commençant par des essais. Auteur de 80 ouvrages, il s'est spécialisé un temps dans les thèmes de l'ésotérisme, des contes, des légendes et de la fantasy, obtenant un prix Imaginales en 2006 pour La Petite Encyclopédie du merveilleux, et un prix Merlin en 2009, avec La Malédiction de l'anneau.
Il est désormais essentiellement romancier, notamment chez Calmann-Lévy, les Éditions De Borée et France Loisirs. Son thriller historico-ésotérique, Le Dernier Pape et la Prophétie de Pierre, anticipe la renonciation de Benoît XVI.

## Biographie
Édouard Brasey est né le 25 mars 1954 à Marseille. Il s'intéresse au domaine de l'imaginaire depuis l'enfance. Il a une rubrique dans le Who's Who et est membre de Mensa et du PEN Club français[réf. nécessaire].

### Formation et carrière dans le journalisme
Diplômé de l'École supérieure des sciences économiques et commerciales, titulaire d'une maîtrise en droit privé à Lyon II-Lumière, d'un diplôme de l'Institut d'études politiques de Lyon et d'un DEA en écriture de scénario en 1984, il a également suivi des cours de commedia dell'arte. Il commence sa carrière à l’Ambassade de France à Tunis de 1978 à 1979, rentre chez Arthur Young & Cie, puis son travail de journaliste pour Lire, l'Expansion, Challenges, Livres-Hebdo, Le Monde de la musique, Le Figaro Madame et L'Usine nouvelle, de 1981 à 1991, lui apprend le métier d'auteur. Il écrit toujours régulièrement pour la revue Historia, collaborant à des dossiers spéciaux concernant la sorcellerie,, le Diable (en 2005),, le légendaire médiéval,, ou encore les superstitions.

### Carrière d'écrivain

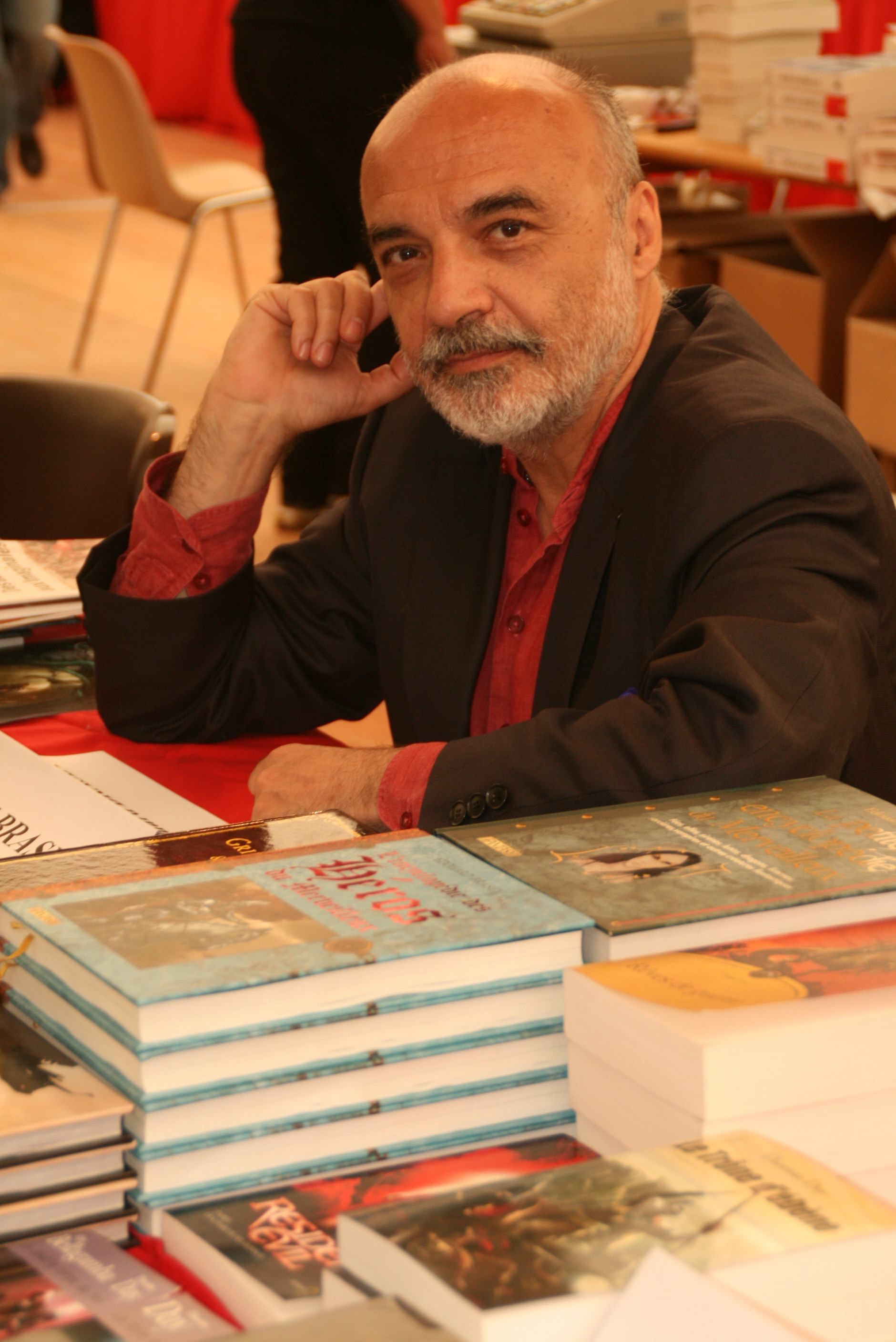
Édouard Brasey au salon du livre de Paris 2010.

Devenu écrivain à 33 ans, il est l'auteur de 80 ouvrages depuis 1987, comprenant documents d'investigation, essais, chroniques, biographies romancées, romans, monographies, recueils de contes et beaux-livres illustrés. Il est influencé par des auteurs comme Stendhal, Jean Giono, Anatole France, Henri Pourrat, Jean Raspail et Níkos Kazantzákis. Ses œuvres abordent les thèmes du monde invisible et de la spiritualité, des religions et des croyances païennes (notamment celtiques), des contes et légendes et du fantastique. Ses romans récents appartiennent aux genres du thriller, du roman de terroir ou de la fresque d'inspiration légendaire ou historique.

#### Essais d'investigation
Son premier essai d'investigation, publié en 1987 chez Ramsay, est consacré au journaliste littéraire Bernard Pivot. Accueilli favorablement, il est qualifié par Philippe Schuwer dans Communication et langages d'« étude qui s'apparente à l'hagiographie sans en avoir les défauts ». Édouard Brasey s'intéresse ensuite au monde des sorciers et des guérisseurs, dans un ouvrage publié deux ans plus tard chez le même éditeur. Suivent La République des jeux (une étude sur les jeux d'argent et de hasard publiée chez Robert Laffont en 1992), l’Enquête sur l'existence des anges rebelles en 1995 et l’Enquête sur l'existence des fées et des esprits de la nature en 1996 chez Filipacchi.

#### Romans
Il écrit ensuite ses premiers romans, Quand le ciel s’éclaircira (Plon) en 1994, Le Vœu d’étoile (Le Comptoir) en 1996, Rue de l’oubli ou les ombres d’Istanbul (Autres Temps) en 1998. Le 20 juin 2009, Édouard Brasey reçoit le Prix Merlin en catégorie romans pour Les Chants de la Walkyrie, premier tome du cycle de La Malédiction de l'Anneau, paru aux éditions Belfond. Il est également l'auteur de romans de terroir légendaires dont l'action se déroule en Bretagne. Les Lavandières de Brocéliande, sorti en mai 2012, est documenté par les croyances populaires et accueilli favorablement par Le Courrier Indépendant. Les Pardons de Locronan et La Sirène d'Ouessant sont sortis en mai 2013 et mai 2014 chez Calmann-Lévy comme le précédent. Édouard Brasey se consacre désormais exclusivement à l'écriture romanesque. Son  roman  chez Calmann-Lévy publié en 2015, L'Affaire Cabre d'or, est un roman policier dont l'action se situe en Haute Provence en 1962. Suivent, toujours chez Calmann-Lévy, Le Domaine des oliviers en 2016 et Les Fils du patriarche en 2017. En 2018 il publie La Ferme aux maléfices aux Éditions De Borée, roman publié en 2017 en exclusivité chez France Loisirs, avec plus de 20 000 exemplaires vendus[réf. nécessaire].

##### Le Dernier pape et la Prophétie de Pierre
Édouard Brasey a écrit Le Dernier Pape et la Prophétie de Pierre, sorti en janvier 2013 et déjà publié en mars 2012 en format numérique sous le titre La Prophétie de Pierre. C'est un roman d’aventures semi-ésotériques, que Franck Ferrand d'Europe 1 voit comme « inscrit tout à fait dans la lignée d’Anges et démons de Dan Brown ou de Credo de Jean-François Prévost ». Selon les journalistes du Figaro, « ce roman présente d'étranges coïncidences avec l'actualité du Vatican ». L'auteur s'est inspiré de la prophétie de Malachie et de la prophétie du troisième Secret de Fátima.
Israel Hayom ajoute que « le pape présenté dans l'ouvrage se retrouve lui-même au cœur de nombreux scandales » et Corine Pirozzi, pour Le Huffington Post, que « Édouard Brasey nous entraîne dans une aventure parfaitement captivante, fascinante aux accents occultes et donne ainsi naissance à un thriller ésotérique de haute volée ». Le Point affirme que l'auteur « fait montre de toute sa générosité », et France Info que l'ouvrage est « documenté et palpitant ». Franck Ferrand y salue les scènes d’action et les nombreuses références, les « décors Renaissance de Saint-Pierre et du Vatican » alternant avec « l'ultra-modernité », ajoutant que l'ensemble est d'inspiration « conspirationniste », mais que « c’est le propre de tous ces grands romans. On est là dans une théorie du complot au carré ». Édouard Brasey publie en juillet 2014 une refonte de son roman en format numérique pour y intégrer les derniers rebondissements de l'actualité concernant le Vatican, notamment l'élection du pape François.
Il publie également des thrillers sous pseudonymes : Anonymous et James Barnaby.

#### Littératures de l'imaginaire

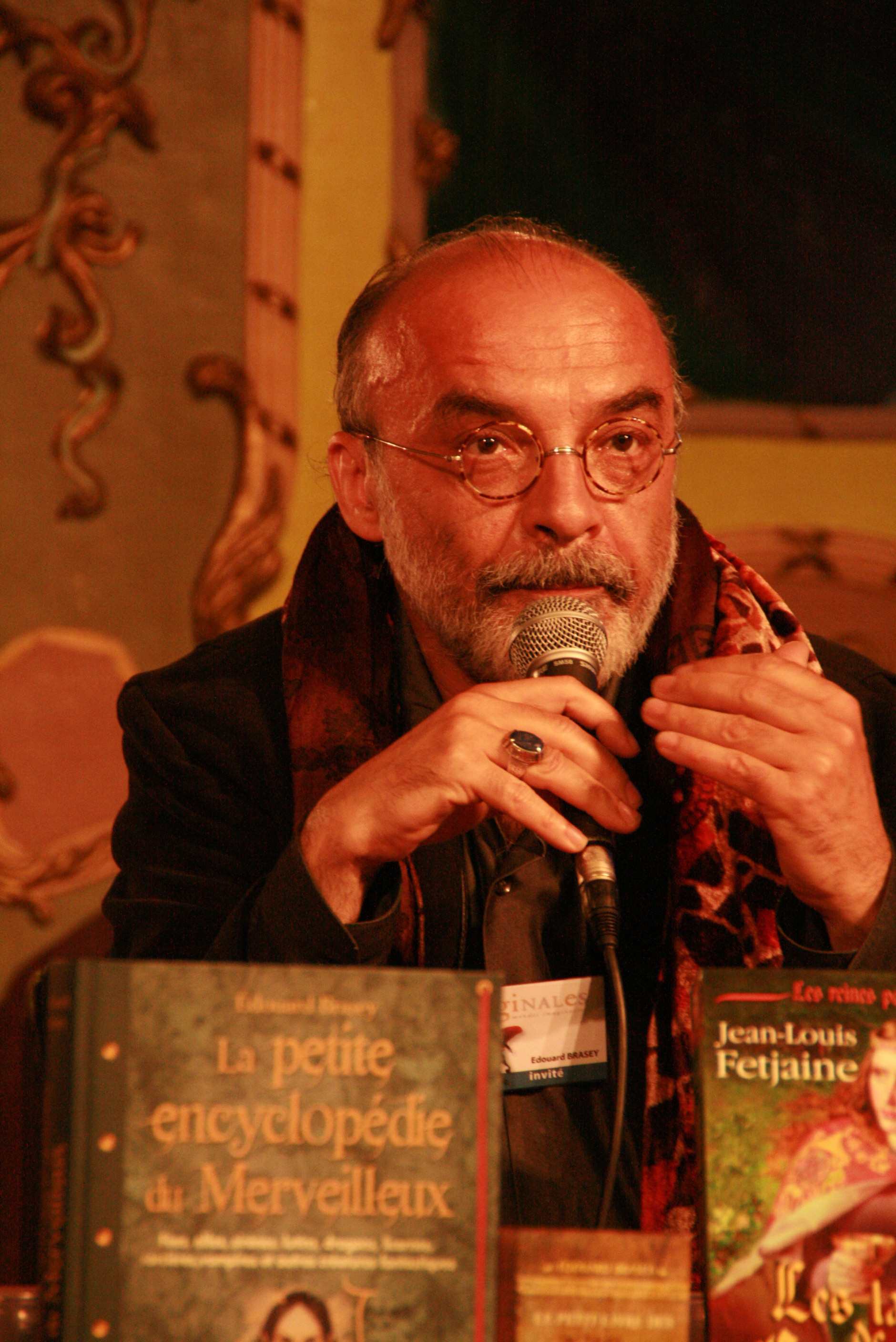
Édouard Brasey aux Imaginales de 2008, avec La Petite Encyclopédie du merveilleux.

En 1995, l'écrivain se spécialise dans les domaines des légendes, suivant notamment une formation de conteur avec Henri Gougaud. Il dirige entre 2005 et 2012 une collection de contes, Le Cabinet Fantastique, ainsi que les collections fantasy, fiction française, traités ésotériques, essais et livres illustrés au Pré aux Clercs. Il signe de nombreuses publications dans ce domaine, notamment les 3 tomes de L'Encyclopédie du Merveilleux : Des peuples de la lumière, Du bestiaire fantastique et Des peuples de l'ombre aux éditions le Pré aux Clercs, avec les illustrations de Sandrine Gestin et une préface de Jean-Louis Fetjaine. Cette œuvre lui vaut une double récompense aux Imaginales d'Épinal en 2006 : le Prix Imaginales spécial du jury et le prix Claude Seignolle de l'Imagerie. Ces ouvrages, accessibles à tous, ont amélioré la connaissance du merveilleux en France. Ils sont réédités en un seul tome sous les titres La Petite Encyclopédie du merveilleux en 2007 et La Grande Encyclopédie du merveilleux en 2012, puis à nouveau en La Petite Encyclopédie du merveilleux en 2015.

### Conteur, scénariste audiovisuel et spectacle vivant
Édouard Brasey donne des conférences et spectacles de contes consacrés au merveilleux et à la féerie en compagnie de son épouse Stéphanie Brasey, notamment La Mémoire de Merlin, La Forêt enchantée, La Nuit des Vampires, Sorcières, sorcières, La Nuit des merveilles (contes de Noël), Le Bestiaire fantastique, Les Sept Portes des Mille et une nuits et L'Heure du thé. Il donne aussi des conférences contées à partir de ses ouvrages et participe à des expositions sur ses thèmes de prédilection.[évasif] 
Il est l'auteur de deux comédies musicales pour enfants produites par Les Monts Rieurs : À la recherche d'Alandys, et L'Enfant tombé de la Lune avec Stéphanie Brasey,. Il a également écrit des scénarios de documentaires télévisés: Des Anges, des démons et des hommes, avec Jean-Charles Deniau, France 2, 30 octobre 1989 ou Il était une fée, avec Bernard Jourdain, France 2, 2 mai 1999. Il a écrit et enregistré deux séries de 10 sujets radiophoniques pour France Bleu: Le Petit Peuple d'Halloween et Le petit Peuple des légendes (2014 et 2015), finaliste du New York Festival World's Best Radio Programs en 2015.
Il a coscénarisé avec Stéphanie Brasey, La Porte des secrets, un Scénovision à Paimpont inspiré des légendes de la forêt de Brocéliande,. Il est apparu comme figurant dans quelques films et téléfilms: Les Nuits de la pleine lune, d'Eric Rohmer, 1984, Dionysos, Jean Rouch, 1984 (ces deux réalisateurs ont été ses professeurs de DEA d'écriture cinématographique à Paris-I - La Sorbonne), Nathalie, Anne Fontaine 2003, Joe Pollox et les mauvais esprits, Jérôme Foulon 2004, ou Jean Moulin, Yves Boisset 2002. En 2015, il incarne sur France 2 le rôle d'un "expert en bonnes manières et superstitions" dans l'émission de Stéphane Bern, Comment ça va bien ![réf. nécessaire]. L'écrivain Jean Raspail l'a élevé à la fonction « imaginaire et inutile » de vice-consul du royaume de Patagonie à Bourges.

## Œuvres

### Investigation
- L'effet Pivot, Ramsay, 1987, 370 p. (ISBN 978-2-85956-637-1)
- Sorciers. Voyage chez les Astrologues, Envouteurs, Guérisseurs, Mages et Voyants, Ramsay, coll. « Document », 1989 (ISBN 978-2-85956-744-6)
- La république des jeux, enquête sur l'univers secret des jeux d'argent et de hasard, Robert Laffont, 10 janvier 1992, 276 p. (ISBN 978-2-221-07000-0)
- Enquête sur l'existence des anges rebelles, Filipacchi, 1er septembre 1995 (ISBN 978-2-85018-398-0)
  - Réédition d'Enquête sur l'existence des anges rebelles, J'ai lu, coll. « Aventure secrète », 1er novembre 1998, 444 p. (ISBN 978-2-290-04434-6)
- Enquête sur l'existence des fées et des esprits de la nature, Filipacchi, 1er septembre 1996, 304 p. (ISBN 978-2-85018-303-4)
  - Réédition d'Enquête sur l'existence des fées et des esprits de la nature, J'ai lu, coll. « Aventure secrète », 4 janvier 1999 (ISBN 978-2-290-04753-8)
- L'énigme de l'Atlantide, Paris, Pygmalion et, coll. « Mystère des mondes perdus », 12 novembre 1998, 267 p. (ISBN 978-2-85704-543-4)
  - Réédition de L'énigme de l'Atlantide, J'ai lu, coll. « Aventure secrète », 24 octobre 2002 (ISBN 978-2-290-32093-8)

### Romans
- Quand le ciel s’éclaircira, Plon, 18 février 1994, 311 p. (ISBN 978-2-259-00088-8)
- Le Vœu d’étoile, Le comptoir, 10 octobre 1996, 240 p. (ISBN 978-2-88456-007-8)
- Rue de l’oubli ou Les ombres d'Istanbul, Autres Temps, coll. « Temps Romanesque », 1998 (ISBN 978-2-911873-63-8)
- Les Loups de la pleine lune : Carnet retrouvé dans un manoir en ruines, Le Pré aux Clercs, 6 janvier 2005, 267 p. (ISBN 978-2-84228-223-3)
- L’Affaire Cabre d’or, Paris, Éditions Calmann-Lévy, coll. « France de toujours et d’aujourd'hui », 2015, 416 p.  (ISBN 978-2-7021-5594-3)

#### La Malédiction de l'anneau
La Malédiction de l'anneau est une trilogie inspirée de la légende des Nibelungen. Édouard Brasey a reçu une Bourse de création du Centre national du livre pour sa rédaction.
- Les Chants de la Walkyrie, Paris, Belfond, 2 octobre 2008, 389 p. (ISBN 978-2-7144-4434-9)
- Le Sommeil du dragon, Paris, Belfond, 17 mai 2009, 342 p. (ISBN 978-2-7144-4543-8)
- Le Trésor du Rhin, Paris, Belfond, mars 2010, 340 p. (ISBN 978-2-7144-4623-7)
- La Malédiction de l’anneau, la trilogie, Paris, Belfond, octobre 2010, 896 p. (ISBN 978-2-7144-4870-5)

#### Romans de terroir
- Les Lavandières de Brocéliande, Paris, Calmann-Lévy, 9 mai 2012, 450 p. (ISBN 978-2-7021-4322-3)
- Les Pardons de Locronan : roman, Paris, Calmann-Lévy, 3 mai 2013, 480 p. (ISBN 978-2-7021-5346-8)
- La Sirène d'Ouessant, Calmann-Lévy, 2014, 380 p.  (ISBN 978-2-7021-4482-4)
- Le Domaine des oliviers, Calmann-Lévy, coll. « France de toujours et d’aujourd'hui », 2016, 380 p.  (ISBN 978-2-7021-5869-2)
- Les Fils du patriarche, Paris, Calmann-Lévy, coll. « France de toujours et d’aujourd'hui », 2017, 496 p.  (ISBN 978-2-7021-5376-5)
- La Ferme aux maléfices, Paris, Éditions De Borée, 2018, 496 p.  (ISBN 978-2-8129231-8-0)
- Les Marais de Bourges, Paris, éditions France Loisirs, 2018, 527 p.  (ISBN 978-2-298-14506-9)

#### Le Dernier Pape et la Prophétie de Pierre
Ce roman est à l'origine une mise en ligne personnelle de l'auteur sur Amazon, Le Dernier Pape étant une version entièrement réécrite pour Télémaque. Le Dernier Pape et la Prophétie de Pierre est la version définitive de l'ouvrage, remise à jour en juillet 2014, disponible sur Amazon.
- La Prophétie de Pierre, Amazon, 2012  (ISBN 979-1091386005)
- Le Dernier Pape, Paris, éditions Télémaque, 2013, 352 p. (ISBN 978-2-7533-0166-5)
- Le Dernier Pape, France Loisirs, 2013  (ISBN 978-2-298-07780-3)
- Le Dernier Pape et la Prophétie de Pierre, 2014  (ISBN 979-1091386005)

### Recueils de contes et légendes
- Le Bestiaire fabuleux : contes et légendes de France, Pygmalion, 7 juin 2001, 229 p. (ISBN 978-2-85704-705-6)
- Les Amours enchantées, Pygmalion, 25 septembre 2001 (ISBN 978-2-85704-720-9)
- L'Amour courtois et autres histoires, Paris, Le Pré aux Clercs, coll. « Le cabinet fantastique », 24 août 2007, 188 p. (ISBN 978-2-84228-298-1)
- La France enchantée : légendes de nos régions, Paris, La Martinière, 2011, 191 p. (ISBN 978-2-7324-4214-3) (sorti en avant-première chez France Loisirs en 2010.

### Chronique
- Ça s'est passé en Haute-Provence, Autre temps, 1997

### Essais et encyclopédies du merveilleux
- L'énigme de l'Atlantide: à la recherche de nos origines perdues dans un cataclysme planétaire, éditions Pygmalion / Gérard Watelet, 1998,  (ISBN 2-7441-4479-7).
- Édouard Brasey et E. Debailleul, Vivre la magie des contes : Comment le merveilleux peut changer notre vie, Albin Michel, coll. « Les clés de la psychologie », 1er janvier 2000, 336 p. (ISBN 978-2-226-09529-9)
- Trouver sa vérité par les contes de sagesse, Seuil, janvier 2000, 293 p. (ISBN 978-2-7028-5201-9)
- Démons et merveilles, Le Chêne, 2002 (ISBN 978-2-84277-386-1)
- La Lune, mystères et sortilèges, Le Chêne, 23 avril 2003, 158 p. (ISBN 978-2-84277-414-1)
- Les Sept Portes des Mille et une nuits, Le Chêne, 24 septembre 2003 (ISBN 978-2-84277-465-3)
- Les Univers de Jules Verne, Le Chêne, 16 mars 2005, 240 p. (ISBN 978-2-84277-594-0)
- La Cuisine magique des fées et des sorcières, L'Envol, coll. « Cartothèque », 30 juin 2005 (ISBN 978-2-915349-12-2). Avec une préface de l'elficologue Pierre Dubois
- Édouard Brasey, Jacques Bertinier et Sandrine Gestin, La Bonne cuisine des fées : les bonnes recettes du petit peuple des fées, des sirènes, des elfes et des ogres, Paris, Fetjaine, octobre 2007, 118 p. (ISBN 978-2-35425-017-1)
- Edouard Brasey et Lucile Thibaudier, Grimoires, sortilèges et enchantements, le manuel du sorcier, Paris, Fetjaine, 18 octobre 2007, 119 p. (ISBN 978-2-35425-016-4)
- Grimoire des loups-garous : suivi d'autres traités fameux de lycanthropie, Paris, Éditions Le Pré aux Clercs, 2010, 432 p. (ISBN 978-2-84228-410-7)
- Formules magiques de l'évangile des quenouilles, Paris, Le Chêne, 2010, 240 p. (ISBN 978-2-8123-0220-6)
- Édouard et Stéphanie Brasey, La Grande Bible des fées, Paris, Le Pré aux clercs, 2010, 320 p. (ISBN 978-2-84228-411-4)
- Édouard et Stéphanie Brasey, Les Enquêteurs de l'étrange : Histoires vraies de maisons hantées, Paris, Éditions Le Pré aux Clercs, 2011, 271 p. (ISBN 978-2-84228-452-7)
- Édouard et Stéphanie Brasey, Traité de sorcellerie : suivi d'autres traités fameux et textes sulfureux consacrés aux sorciers et sorcières adeptes de la magie noire, Paris, Éditions Le Pré aux Clercs, 2011, 432 p. (ISBN 978-2-84228-447-3)
- Édouard et Stéphanie Brasey, Traité des arts divinatoires : et autres méthodes pour connaître l'avenir tirées des mages, voyants et illustres cartomanciens, Paris, Éditions Le Pré aux Clercs, 2012, 432 p. (ISBN 978-2-84228-478-7)
- Édouard et Stéphanie Brasey, Le Grand livre des superstitions, Paris, Éditions Hors Collection, 2016, 312 p. (ISBN 978-2-258-13582-6)

#### L’univers féerique
| Titre               | Parution chez Pygmalion | ISBN                 |
| ------------------- | ----------------------- | -------------------- |
| Fées et Elfes       | 15 avril 1999           | (ISBN 9782857045755) |
| Nains et Gnomes     | 16 septembre 1999       | (ISBN 9782857045922) |
| Sirènes et Ondines  | 28 octobre 1999         | (ISBN 9782857046080) |
| Géants et Dragons   | 28 mars 2000            | (ISBN 9782857046264) |
| Sorcières et Démons | 26 septembre 2000       | (ISBN 9782857046585) |

Ces cinq livres sont rassemblés dans L’univers féerique, Paris, Pygmalion, coll. « Temps Romanesque », 10 juin 2008, 863 p. (ISBN 978-2-7564-0188-1)

#### L’Encyclopédie du merveilleux
Cette encyclopédie comporte trois tomes parus chez Le Pré aux Clercs
| Tome | Titre                     | Thème                                   | Parution chez les éditions le pré aux clercs | ISBN                 |
| ---- | ------------------------- | --------------------------------------- | -------------------------------------------- | -------------------- |
| 1    | Des peuples de la lumière | Elfes, fées, sirènes…                   | 1er octobre 2005                             | (ISBN 9782842282349) |
| 2    | Du bestiaire fantastique  | Dragons, licornes, phénix, griffons…    | 3 mai 2006                                   | (ISBN 9782842282547) |
| 3    | Des peuples de l’ombre    | Sorcières, fantômes, diables, vampires… | 19 octobre 2006                              | (ISBN 9782842282813) |

Les trois tomes ont été réédités en un seul volume :
- La Grande Encyclopédie du Merveilleux, Le Pré aux clercs, 14 septembre 2012. Illustrée par Sandrine Gestin et Alain-Marc Friez.
- La Petite Encyclopédie du Merveilleux, Paris, Le Pré aux clercs, 14 septembre 2007, 432 p. (ISBN 978-2-84228-321-6) et octobre 2015  (ISBN 978-2842285739) Illustrée par Sandrine Gestin et Alain-Marc Friez.

Deux suites ont été écrites. L'une est consacrée aux artefacts légendaires, l'autre aux Héros du merveilleux :
- L’Encyclopédie du légendaire, Paris, Le Pré aux clercs, 31 octobre 2008, 140 p. (ISBN 978-2-84228-345-2). Illustré par Sandrine Gestin et Didier Graffet.
- L’Encyclopédie des héros du merveilleux, Paris, Le Pré aux clercs, 1er octobre 2009, 183 p. (ISBN 978-2-84228-360-5). Illustrée par Sandrine Gestin et Didier Graffet.

#### Guides du chasseur
| Titre                            | Parution chez les éditions le pré aux clercs | ISBN                 |
| -------------------------------- | -------------------------------------------- | -------------------- |
| Le Guide du chasseur de fées     | 25 avril 2005                                | (ISBN 9782842283322) |
| Le Guide du chasseur de fantômes | 5 décembre 2005                              | (ISBN 9782842282530) |

#### Petits livres
Il s'agit d'une collection illustrée par Sandrine Gestin. Tous ces ouvrages sont parus le 4 septembre 2008 aux éditions le pré aux clercs.
| Titre                        | ISBN                 |
| ---------------------------- | -------------------- |
| Le Petit livre des fées      | (ISBN 9782842283322) |
| Le petit livre des lutins    | (ISBN 9782842283339) |
| Le petit livre des ogres     | (ISBN 9782842283353) |
| Le petit livre des elfes     | (ISBN 9782842283308) |
| Le petit livre des dragons   | (ISBN 9782842283315) |
| Le petit livre des sorcières | (ISBN 9782842283346) |

Il a également écrit La grande bible des fées  (ISBN 9782298048698).

#### Biographies
- Claude Stavisky et Édouard Brasey, Stavisky était mon père, Édition n° 1, 1er avril 1995, 313 p.
- Charlie Chaplin, 1889-1989, Solar (ISBN 978-2-263-01476-5)

#### Adaptations de traitésapocryphes
Ces ouvrages sont des adaptations et des traductions effectuées sous la direction d'Édouard Brasey; qualifiés de « vrais-faux » grimoires et attribués à des auteurs imaginaires.
| Titre                  | Auteur imaginaire cité | Parution chez les éditions le pré aux clercs | ISBN                  |
| ---------------------- | ---------------------- | -------------------------------------------- | --------------------- |
| Traité de vampirologie | Abraham Van Helsing    | 19 février 2009                              | (ISBN 978-2842283582) |
| Traité de Faërie       | Ismaël Mérindol        | 17 avril 2009                                | (ISBN 978-2842283599) |

### Préfaces
Édouard Brasey a préfacé La vraie langue celtique et le cromlech de Rennes-les-Bains par l'abbé Henri Boudet, sorti chez Le Pré aux Clercs en 2011.